# مجالس لندن
مجالس لندن (بالإنجليزية: London Councils)‏ هي حكومة محلية متعددة الأحزاب مرتبطة بلندن الكبرى وتمثّل الأقسام الإدارية للندن بالإضافة إلى مدينة لندن. تأسست عام 1995 بعد اندماج جمعية أقسام لندن مع جمعية سلطات لندن. تم توسعة مهامها في أبريل / نيسان 2000 لتصبح حكومة محلية إستراتيجية للندن. مجالس لندن هي منظمة مختصة بجمع الأفكار وممارسة الضغط كما تقدم بعض الخدمات بشكل مباشر من خلال قوانين تسمح للسلطات المحلية بتشارك المسؤوليات والتمويل.

## وصلات خارجية
- الموقع الرسمي